# Life and times of Don Rosa
|  | Denne artikel er oprettet af botten Steenthbot ud fra en ekstern database. Den kan derfor have sproglige fejl eller mangler. Denne skabelon kan fjernes efter kontrol af indholdet. |

Life and times of Don Rosa er en dansk portrætfilm fra 2010 instrueret af Sebastian Cordes.

## Handling
'Jeg har aldrig været til en fest i hele mit liv', siger tegneren Don Rosa på et tidspunkt til filmens instruktør Sebastian Cordes. Don Rosa er kendt og beundret af Anders And-fans verden over for sine velfortalte historier og uhyre detaljerede tegnestil, og er en af yderst få Disney-tegnere med en personlig signatur - forbilledet Carl Barks er den anden. Men i 'Life and Times of Don Rosa' kommer vi helt tæt på det sky menneske bag de elskede striber. Rosa har ikke givet interviews i årevis og har lidt af en tegneblokering, der betød, at filmen nær ikke var blevet til noget. Det er derfor en overraskende åben og ærlig Don Rosa, der her fortæller om sit liv og sit problematiske forhold til Disney-imperiet, og som en ekstra bonus viser sin ungdoms syrede 70'er-striber frem.

## Medvirkende
- Don Rosa